# Bistum Itabuna
Das Bistum Itabuna (lateinisch Dioecesis Itabunensis, portugiesisch Diocese de Itabuna) ist eine in Brasilien gelegene römisch-katholische Diözese mit Sitz in Itabuna im Bundesstaat Bahia.

## Geschichte
Das Bistum Diamantina wurde am 7. November 1978 durch Papst Johannes Paul II. aus Gebietsabtretungen des Bistums Ilhéus errichtet und dem Erzbistum São Salvador da Bahia als Suffraganbistum unterstellt. Das Bistum Itabuna gab 1966 Teile seines Territoriums zur Gründung des Bistums Eunápolis ab. 

## Ordinarien
- Homero Leite Meira (1978–1980), dann Bischof von Irecê
- Eliseu Maria Gomes de Oliveira OCarm (1980–1983)
- Paulo Lopes de Faria (1983–1995), dann Koadjutorerzbischof von Diamantina
- Czesław Stanula CSsR (1997–2017)
- Carlos Alberto dos Santos (2017–2024)
- Jailton de Oliveira Lino PSDP (seit 2025)